# 蕭遙光
蕭 遙光（しょう ようこう、泰始4年（468年）- 永元元年8月16日（499年9月6日））は、南朝斉の皇族。始安王。字は元暉。

## 生涯
始安靖王蕭鳳（蕭道生の長男で、明帝蕭鸞の兄）の子として生まれた。生まれながらにして足が悪く、高帝蕭道成は儀礼祭祀に耐えないだろうと見て、その弟を封じようとしたが、皇太子蕭賾（後の武帝）が諫めたため、遙光は始安王の爵位を嗣ぐことができた。はじめ員外郎となり、給事郎・太孫洗馬に転じた。中書郎・豫章郡内史に任じられたが、赴任しなかった。永明11年（493年）、蕭昭業が即位し、西昌侯蕭鸞が尚書令として執政にあたるようになった。遙光は天文や占いを好んでいたため、蕭鸞に気に入られ、その引き立てを受けた。隆昌元年（494年）、驍騎将軍・冠軍将軍・南東海郡太守に任じられ、行南徐州事をつとめた。後に南彭城郡太守に転じた。さらに輔国将軍・呉興郡太守となった。蕭鸞が蕭昭業を廃位すると、遙光は冠軍将軍・南蛮校尉・西平中郎長史・南郡太守に任じられた。1年のうちに5度も外任を命じられたが、いずれも赴任しなかった。蕭鸞（明帝）の即位にあたって、遙光は謀議に参与した。
同年（建武元年）、持節・都督揚南徐二州諸軍事・前将軍・揚州刺史に任じられた。建武2年（495年）、晋安王蕭宝義が南徐州刺史となると、遙光は自らの都督南徐州諸軍事の任を解くように求めたが、許されなかった。撫軍将軍の号に進み、散騎常侍の位を加えられた。遙光は行政実務を好み、分別があると自称していたが、実際には害をもたらすことが多かった。足の病のため朝廷に列することができず、いつも輿に乗って望賢門から宮中に入っていた。高帝や武帝の子孫を憎んでおり、明帝と親しく語らいあっては、粛清の計画に参与し、実行へと移させた。永泰元年（498年）、本官のまま大将軍となった。明帝が病に伏せると、遙光はたびたび病床につきそった。河東王蕭鉉ら7人の諸侯王が一夕のうちに殺害されたのには、遙光の意がはたらいていた。
明帝が死去すると、遺詔により遙光は侍中・中書令に任じられ、次の皇帝に即位した自身の従弟にあたる蕭宝巻を輔佐した。永元元年（499年）5月、開府儀同三司の位を受けた。このころ遙光はひそかに江祏兄弟らと結託して、自ら皇帝に即位することを計画した。弟の蕭遙欣が雍州刺史として西方で兵力を養っており、兄弟で連絡を取り合って挙兵の機をうかがっていた。しかし挙兵の前に、蕭遙欣は病死し、江祏が劉暄の告発により蕭宝巻に処断されてしまった。遙光は江祏の事件の嫌疑で宮殿に入るよう蕭宝巻に求められたが、病と称して応じなかった。8月12日、劉暄を討つ名目で東府に揚州と南徐州の兵を集めた。その夜に数百人を派遣して東冶の獄を破り、囚人を出させた。垣歴生が夜間のうちに台城を攻撃するよう勧めたが、遙光はかれの意を疑って出撃しなかった。日中になって蕭坦之・曹虎・左興盛らの率いる台軍に東府を包囲された。垣歴生が善戦して、台軍の軍主の桑天愛を戦死させたが、その垣歴生も8月16日には曹虎に降って斬られた。その晩に東北角楼を焼かれて東府は陥落し、遙光は引き出されて斬首された。享年は32。
梁の武帝蕭衍の修容阮令嬴（元帝蕭繹の母）は、元は蕭遙光の側室であった。

## 伝記資料
- 『南斉書』巻45 列伝第26
- 『南史』巻41 列伝第31